# 243 (عدد)
243 هو عدد صحيح  طبيعي بين 242 و244

## في الرياضيات

### خصائص
- 243 عدد فردي
- 243 عدد ناقص
- 243 عدد مضلعي (82 أضلاع-...)